# Upplands runinskrifter 1019
Runinskrift U 1019 är en vikingatida runsten av rödgrå gnejsgranit i Kyrsta, Ärentuna socken och Uppsala kommun. 
Runstenen är 2 meter hög, 1,7 meter bred och 0,35 cm tjock. Inskriptionen, som vetter mot väst, är i dag omöjlig att tyda på grund av tät lavbeklädnad. Stenen lutar 15 cm åt öster.
Stenen står på ursprunglig plats och är känd från 1600-talet. Det första namnet är bristfälligt stavat och kan därför inte tolkas. De andra namnen är vanliga i de uppländska runinskrifterna.

## Inskriften
Fritexterna är inte kvalitetssäkrade. Information kan saknas eller vara felaktig. SGU 1860; Carl Jansson: Karta över... 1928. L 225; B 514; D 217Upplands Runinskrifter 1019.
Translitterering av runraden:
(i)o[l](a)tr · ok himikr · li(t)(u) · rita · stain · etif? · faþur · s[n ih]ulfast
Normalisering till runsvenska:
''iolatr ok Hæming? letu retta stæin æfti? faður sinn Igulfast.
Översättning till nusvenska:
iolatr och Häming lät resa stenen efter sin far, Igulfast.